# Polisorbato 20
El polisorbato 20 o monolaurato de polioxietilen(20)sorbitano, conocido comercialmente como Tween 20, es un tensoactivo tipo polisorbato cuya estabilidad y relativa ausencia de toxicidad permiten que sea usado como detergente y emulsionante en numerosas aplicaciones domésticas, científicas, alimentarias, industriales y farmacológicas.  Es un aditivo alimentario aprobado por la Unión Europea, para uso en Alimentos e identificada como E 432.

## Propiedades químicas
El polisorbato 20 es un tensioactivo no iónico que tiene un valor HLB de 16,7, por lo que es adecuado para la producción de emulsiones de aceite-en-agua y como humectante. Además, es estable en disoluciones de electrolitos, así como ácidos y bases débiles. Los efectos de algunos antibióticos y conservantes pueden inhibirse con este aditivo.[cita requerida]